# CANTV
CANTV (acrónimo de Compañía Anónima Nacional Teléfonos de Venezuela, estilizado como cantv) es una empresa estatal de telecomunicaciones venezolana. Sus servicios van desde telefonía fija a nivel nacional, telefonía móvil (mediante Movilnet, uno de los principales proveedores de telefonía móvil en el país), hasta servicios como venta de computadoras de escritorio, laptops y servicios de conexión a Internet mediante dial-up, banda ancha (denominado ABA, Acceso a Banda Ancha), fibra óptica (denominado ABA Ultra), servicios de televisión satelital y televisión por internet vía streaming.

## Historia

### Inicios

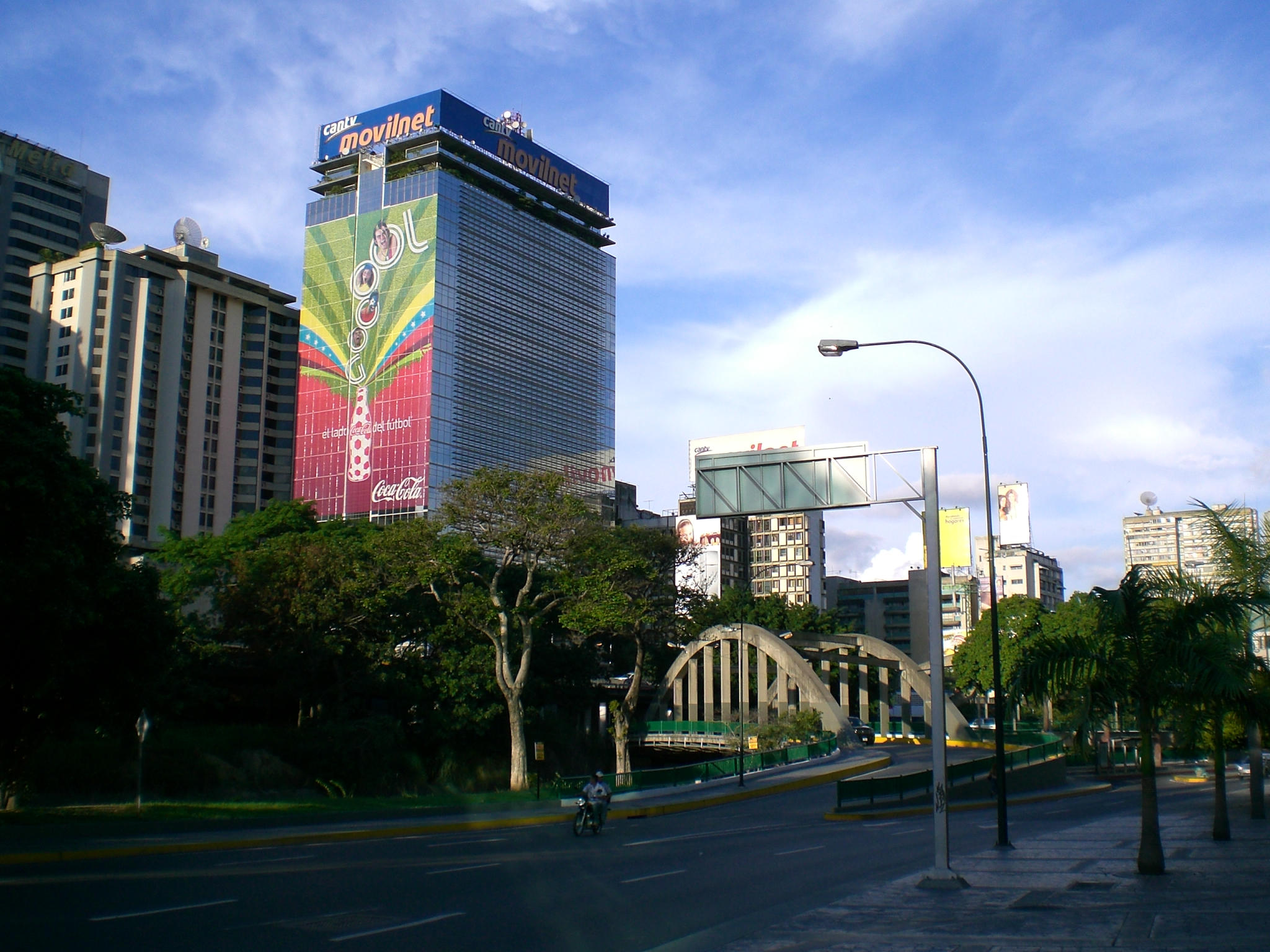
Sede de Movilnet, filial de CANTV.

Fue fundada el día 20 de junio de 1930, cuando el comerciante Félix Guerrero, Alfredo Damirón y Manuel Pérez Abascal, obtuvieron una concesión del Ministerio de Fomento para construir y explotar una red de telefonía en el Distrito Federal y los demás Estados del país.
La naciente compañía fue registrada con un capital de 500 000 bolívares de la época y, para iniciar sus operaciones, adquirió la totalidad de las acciones de la empresa Telephone and Electrical Appliances Company (TEAC) por 17 500 000 bolívares. La compañía comenzó a adquirir varias empresas telefónicas a nivel nacional y logró convertirse en un monopolio, figura jurídica que no estaba prohibida en la legislación venezolana de ese tiempo. En 1946, la denominada Junta Revolucionaria de Gobierno, presidida por Rómulo Betancourt, autorizó al por entonces Ministerio de Comunicaciones para operar el negocio de la telefonía, desplazando a CANTV en la prestación del servicio, relegándola al segundo lugar a nivel nacional.
En 1953, por recomendación de una comisión de alto nivel designada al efecto, el Estado adquirió la totalidad de las acciones de CANTV por el precio de 29 900 911 bolívares de la época iniciándose un proceso de nacionalización, que concluyó en 1973 con la adquisición de la Compañía de Teléfonos de San Fernando de Apure.
Desde sus inicios, la empresa estuvo enfocada en la adquisición de recursos tecnológicos que modernizasen y masificasen sus servicios, por ello en noviembre de 1981 compra e instala veinte centrales digitales, incluyendo el entrenamiento de los operadores necesarios para su debido funcionamiento. Para 1990, CANTV consistía de una planta telefónica. En ese momento, la empresa tenía una penetración del 45,5 %, con 7,2 líneas telefónicas por cada cien habitantes. Sin embargo, CANTV enfrentaba un déficit de 4340 millones de bolívares.[cita requerida]

### Privatización

Antiguo logotipo de CANTV.

CANTV fue privatizada el 15 de diciembre de 1991 en un acto celebrado en el Banco Central de Venezuela, cuando el Estado le otorgó la concesión de la empresa al Consorcio VenWorld, que ofreció US$ 1885 millones por el 40% de las acciones de la empresa. Fue el propio presidente de CANTV en ese entonces Fernando Martínez Mottola quién convenciendo al presidente Carlos Andrés Pérez de privatizar la empresa, quién hasta ese entonces se había negado a la idea.
La Confederación de Trabajadores de Venezuela (CTV) y la Federación de Trabajadores de Telecomunicaciones (FETRATEL) estarían como organismos sindicales representativos de los trabajadores de CANTV, para regular lo relativo a los aspectos más importantes de la participación laboral en la privatización de la empresa.
Durante los primeros seis años como empresa privatizada, se emprende la expansión y modernización de las redes de voz y datos, fijas y móviles gracias a la mayor inversión de capital que una empresa privada haya realizado en el país: más de US$3000 millones. Se construyeron 1981 kilómetros para el sistema de fibra óptica interurbana, el cual permitiría la conexión de las principales ciudades del país. Durante esta expansión ocurre un accidente en la Autopista Regional del Centro por imprudencia de un empleado de la empresa Abengoa, contratista de CANTV en ese momento.

Otro de los hitos de este período es la creación de Movilnet, el 19 de mayo de 1992, que en su primer año alcanzó 21 000 clientes, y pronto se convertiría en la primera operadora celular del país en digitalizar su red. Bajo la tecnología TDMA (acceso múltiple por división de tiempo) se impulsan productos y servicios que marcan un nuevo cambio en el mercado celular, como el servicio de identificación de llamadas. En 1997, la operadora ya había alcanzado una base de 375 000 clientes. Es de hacer notar que en 1990 ya se estudiaba como proyecto de telefonía móvil celular, mas no fue sino hasta 1992 cuando se concretó. En un principio, se pensaba usar el código de acceso 099, mas al poco tiempo fue reemplazado por el 016 (desde el año 2001 fue reemplazado por el 0416 y desde el año 2007 surge el código alternativo 0426).

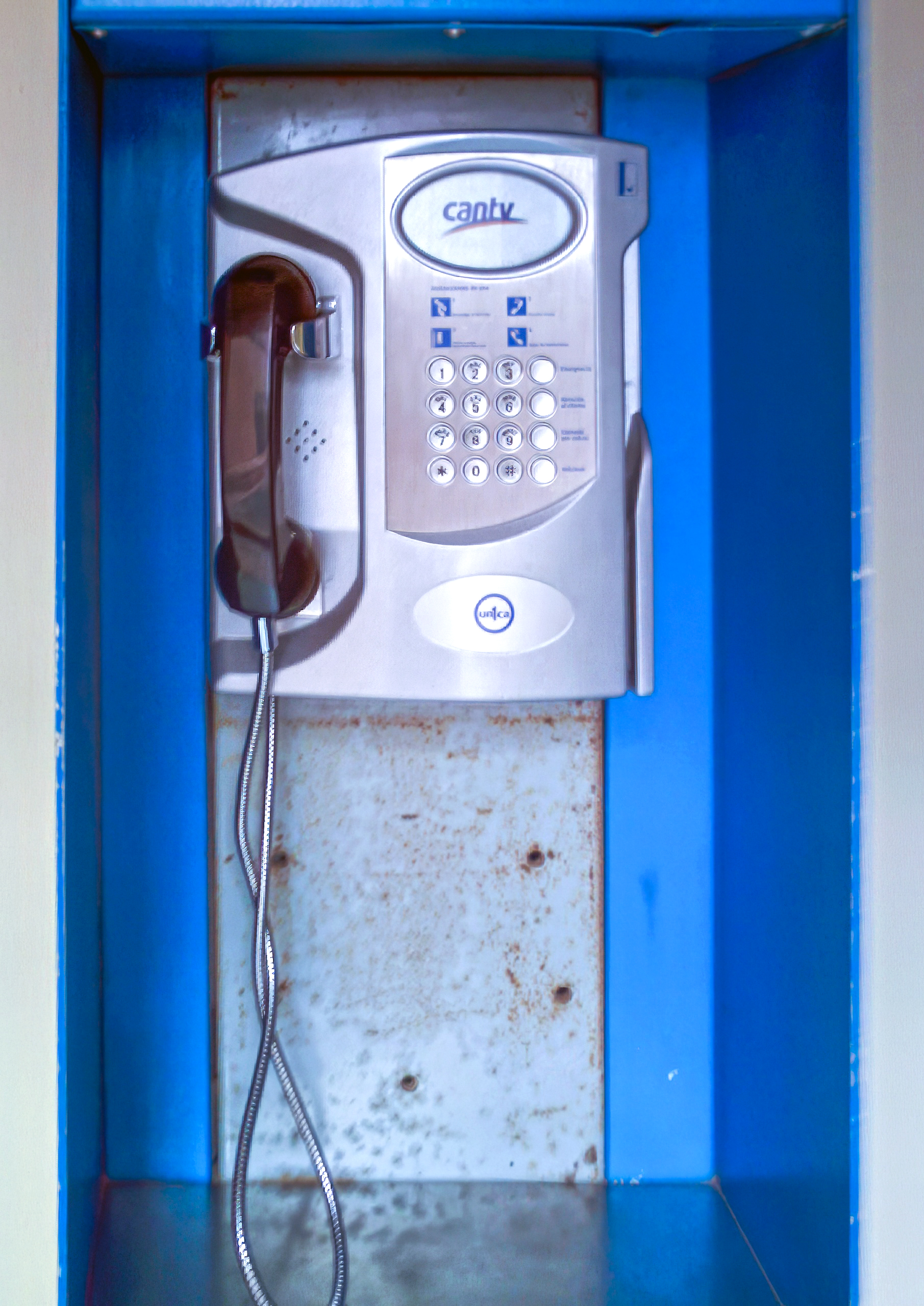
Antiguo teléfono público CANTV.

En noviembre de 1995, la empresa lanza "CANTV Servicios" con el propósito de ofrecer servicios adicionales. Además, CANTV empezó a brindar el servicio de Internet en el país, hecho que la convirtió en la proveedora líder en Venezuela. 
En 1998, se crea el código telefónico de área para Gran Caracas, para conectar las poblaciones de las zonas periféricas de la capital y así disminuir el costo de las llamadas. Ya no sería consideradas llamadas de larga distancia nacional sino simplemente locales. Así, quedan suprimidos los códigos 031 (correspondiente al Litoral Central o estado Vargas), 032 (correspondiente a los Altos Mirandinos), 033 (de El Junko, El Junquito y la Colonia Tovar) y 036 (de Guarenas y Guatire); siendo sustituidos por el prefijo 02 correspondiente al de Caracas. Sólo se exceptúa el caso de la Colonia Tovar, cuyo prefijo telefónico fue reemplazado por el 044. 
En 2001, se produce la apertura del sector de telecomunicación, el cual quiebra el monopolio que tenía CANTV sobre la telefonía fija. Con la aparición de otras empresas en este rubro, también ocurren modificaciones en los prefijos telefónicos: se añade el dígido 2 luego del código de acceso al DDN (el 0) y antes del código de cada población específica. Así, por ejemplo, el prefijo telefónico de la ciudad de Valencia pasaba de 041 a 0241, el de Barquisimeto de 051 a 0251 y así sucesivamente. Cabe destacar que en algunos casos el prefijo telefónico cambió radicalmente. Por ejemplo, para Gran Caracas, el prefijo cambió de 02 a 0212; para Tucacas y Chichiriviche, el prefijo fue modificado de 042 a 0259. Los números telefónicos cambian su configuración a siete dígitos en todos los casos. Hasta ese entonces, Caracas era la única ciudad en el país con números de seis y siete dígitos mientras que en el resto de ciudades los números telefónicos era de cinco o seis.  
En noviembre de 2001, CANTV redujo sus inversiones a US$400 millones, correspondientes a ese período, con una disminución de US$100 millones con respecto al anterior. En septiembre de 2005 el valor de sus acciones en la bolsa de valores cayó debido a una sentencia legal emitida en julio de ese año que obligaba a un pago por casi US$300 millones por concepto de ajustes de pensiones a jubilados.

### Renacionalización

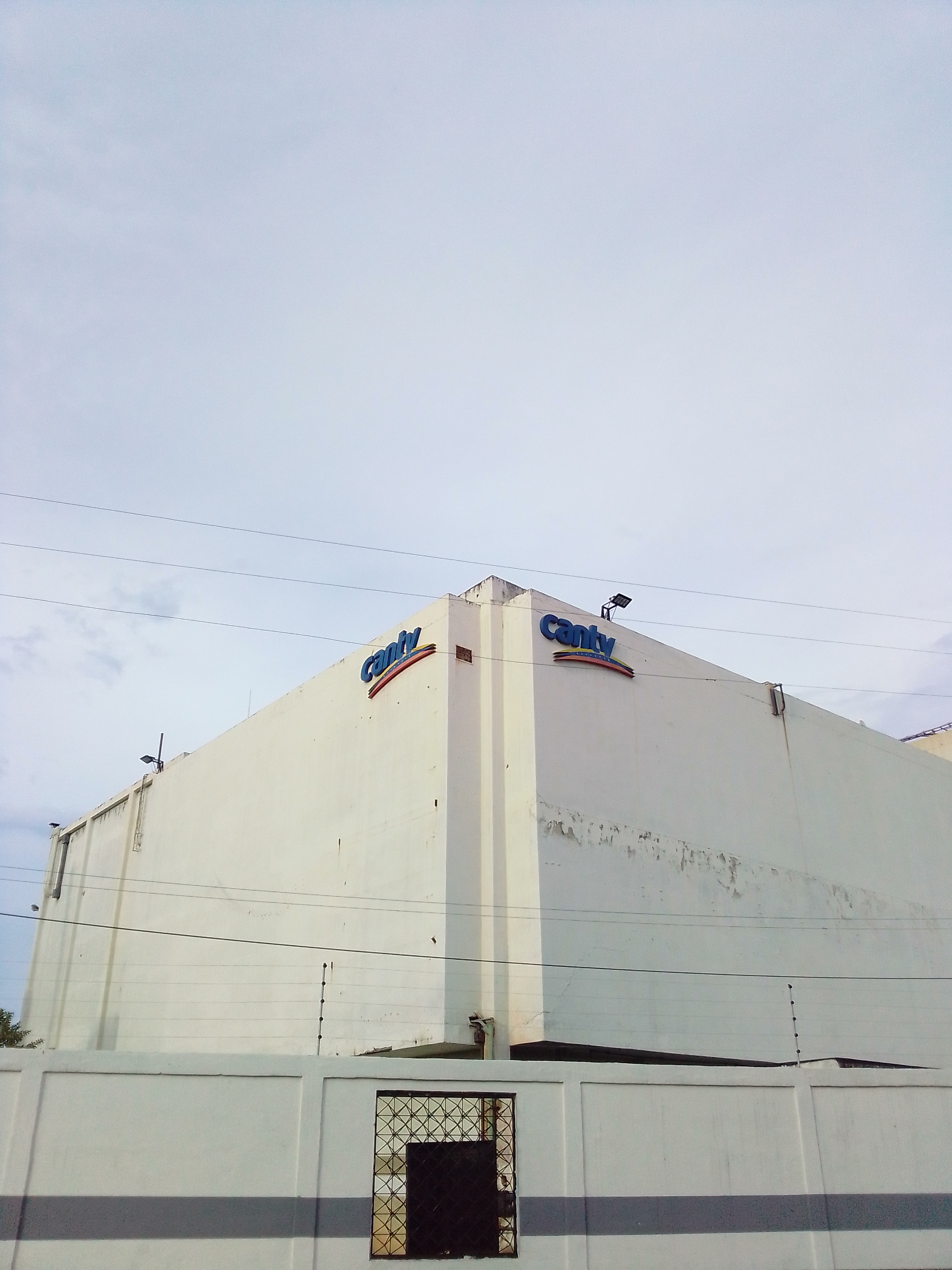
Sede de CANTV en Puerto La Cruz

El 9 de enero del 2007, el presidente Hugo Chávez, en un plan que venía anunciando desde meses atrás, ordenó la renacionalización de CANTV, el cual produjo una caída del precio de las acciones en la Bolsa de Valores de Caracas del 11 %. El 12 de febrero de 2007, la empresa firmó una carta de intención en el Palacio de Miraflores, mediante la cual el Estado compró la participación del 28,51 % de la empresa estadounidense Verizon en CANTV por US$572 247 040,2 millones.
El anuncio de la renacionalización frenó las intenciones del empresario mexicano Carlos Slim de comprar la participación de Verizon por medio de América Móvil y Telmex por un precio mayor, por lo que muchos analistas consideran que la empresa perdió valor en la transacción ordenada por el Gobierno. La Carta de Intención estableció igualmente que, 45 días después de la firma, se realizaría una oferta pública de adquisición en las Bolsas de Caracas y Nueva York para que quienes posean acciones de la empresa las vendan al Estado venezolano, al mismo precio al cual fueron adquiridas. En 2007, la empresa generó ganancias por 1502,7 millones de bolívares fuertes, pero gastó 362,2 millones correspondientes a los pagos con jubilados y pensionados y 116,9 millones en reparos tributarios. Además, el Estado incrementó su control accionario hasta el 90 %.
De acuerdo al Decreto 5974 del 1 de abril de 2008, CANTV fue convertida en empresa estatal, con el 79,62 % de sus acciones compradas por el Ministerio del Poder Popular para las Telecomunicaciones y la Informática, y un 6,59 % obtenidas por el Banco de Desarrollo Económico y Social de Venezuela (BANDES), a través del Fondo Autónomo para Proyectos con Fines Sociales. En total, el 86,21 % de la empresa se volvió propiedad del Estado. En enero de 2009, la filial de telefonía celular Movilnet lanzó la red GSM. A finales de 2009, la compañía había aumentado en un 30 % el número de suscriptores desde su nacionalización, el cual pasó del 55 % de los hogares en 2006 al 85 % en 2009 y logró incrementar la inversión anual de US$350 millones a US$800 millones.

#### CANTV Televisión Satelital
En enero de 2012, ya en órbita el VENESAT-1, el gobierno de Hugo Chávez puso a disposición el servicio de televisión satelital por suscripción de CANTV a través del Satélite Simón Bolívar. Este servicio estuvo habilitado desde su lanzamiento hasta marzo de 2020, donde quedó fuera de servicio, ante una incidencia técnica que imposibilitaba la transmisión de la señal de radio y televisión abierta hacia el interior del país. Esto fue en plena pandemia, causada por el virus COVID-19. En junio de 2020, la presidenta de CANTV Gabriela Jiménez, anunció que CANTV Televisión Satelital volvería a transmitir su señal, ya que se enlazaron con el satélite Starone C4. Jiménez aseguraba que para volver a disfrutar de la señal por suscripción se tenía que reprogramar el decodificador y orientar la antena paso a paso, de acuerdo a los anuncios que ellos dieran. Desde entonces, la operadora comenzó a restablecer su servicio de forma progresiva.

### Década de 2010
Desde 2010 presta servicios de televisión por cable a través del Satélite Simón Bolívar, dentro del sistema cableado con el que distribuye su servicio telefónico y de Internet. También, la empresa reenfoca su objetivo a llegar a 6,2 millones de usuarios de telefonía fija, 14,6 millones de usuarios de telefonía móvil en la filial Movilnet y 1,6 millones de usuarios de Internet.
En 2012, CANTV llegó a los 1,8 millones de usuarios de Internet. Además, el promedio de velocidad en conexión fue elevado de 256 kbps a 512 kbps y, para ello, la empresa invirtió cerca de Bs. F. 115 millones, que equivalen a US$26 millones. Su objetivo era instalar 18 000 kilómetros de fibra óptica para julio de 2013 mediante el proyecto OPSUT denominado «Red Nacional de Transporte». Desde que se inició el proyecto de la implantación de la Televisión Digital, CANTV centraliza su difusión y desarrollo, junto a la empresa estatal Red de Transmisiones de Venezuela (RedTV).

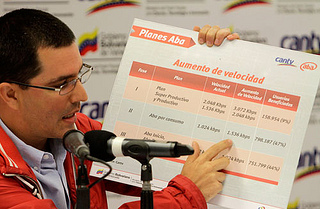
Jorge Arreaza anuncia el aumento de la velocidad de banda ancha por la empresa CANTV.

CANTV, como ente adscrito al Ministerio del Poder Popular para la Educación Universitaria, Ciencia y Tecnología, es uno de los principales ejecutores del Plan Nacional de Telecomunicaciones, Informática y Servicios Postales 2007-2013 de Venezuela, el cual está dividido en cinco líneas generales:
- Acceso masivo a las TIC
- Uso y aplicación de las TIC y SP como herramientas habilitadoras del desarrollo
- Modelo comunicacional inclusivo

En 2016, el Gobierno ordenó la fusión de Caveguías con CANTV por absorción, lo cual comunicó en la Gaceta Oficial. Así, queda disuelta la Sociedad Mercantil Caveguías, conforme a lo dispuesto en el numeral 7 del artículo 340 del Código de Comercio y, en consecuencia, fue extinguida sin necesidad de liquidar la sociedad. El actual presidente de la hoy Corporación CANTV es el Ingeniero Manuel Fernández Meléndez, quien también ejerce como ministro del Poder Popular para la Educación Universitaria, Ciencia y Tecnología del Estado.

### Década de 2020
En el año 2020 CANTV a mediado del año crea planes de 14, 18 y 22 megas a través del servicio aba en algunos estados; meses más adelante, inicia la implementación de la tecnología GPON (red óptica con capacidad de Gigabit); empiezan mejoras en el servicio de aba, la integración de aba plus, aba ultra desde el mes de julio
En mayo del 2020, CANTV empezó a promocionar los nuevos paquetes Aba Plus y Aba Ultra, en un inicio para los estados Anzoátegui, Aragua, Bolívar, Carabobo, Guárico, Lara, Miranda y Zulia.
En mayo de 2022, el presidente de Venezuela, Nicolás Maduro, anunció la venta del 5 al 10% de las acciones de CANTV y su filial Movilnet (ambas empresas estatales), pasando a una privatización parcial de las mismas, justificando que "Necesitamos capital para el desarrollo de todas las empresas públicas, necesitamos tecnologías, necesitamos nuevos mercados".
En septiembre de 2024, durante el evento de la Feria Internacional de Telecomunicaciones de Venezuela (Fitelven) en el Poliedro de Caracas, la empresa anunció al público su nuevo servicio de televisión por internet bajo el nombre de Aba TV Go para los suscriptores del servicio de internet por fibra óptica Aba Ultra. El servicio iba a empezar a ofrecerse públicamente a sus usuarios para el 1 de octubre de ese año, sin embargo, el inicio de operaciones del servicio se postergó hasta el 1 de noviembre de dicho año, el cual iba a empezar como una prueba gratuita para los usuarios únicamente durante ese mes. No sería hasta el 9 de junio de 2025 que dicho servicio de televisión por internet estaría disponible tanto para usuarios Aba Ultra como para usuarios Aba, a pesar de las dificultades de reproducción de dicha plataforma con dicho servicio de internet.

## Servicios
- Telefonía fija: Desde sus inicios la empresa se ha dedicado en el mercado de las telecomunicaciones, principalmente con la telefonía fija siendo su principal producto.
- Internet ABA y ABA Ultra: El servicio ABA (acceso banda ancha) es uno de los principales productos de la empresa, el cual se basa en proveer a los suscriptores internet mediante acceso a banda ancha usando módems ADSL alambricos. También ofrecen el servicio por fibra óptica denominado ABA Ultra, en este caso utilizando módems o routers inalámbricos WiFi de última generación, este último es el servicio que se está comercializando y haciendo migración al mismo para así ofrecer a los usuarios más velocidad y estabilidad en la conexión a internet.
- Movilnet (filial): Movilnet es la filial de CANTV, además de ser uno de los principales proveedores de telefonía móvil en Venezuela, siendo el de mayor cobertura a nivel nacional.
- CANTV Televisión Satelital: CANTV Satelital es el servicio de televisión satelital lanzado en el año 2012 por órdenes del entonces presidente de Venezuela, Hugo Chávez. Este servicio actualmente sigue en funcionamiento.
- ABA TV Go: Es un servicio de streaming de televisión por internet, con una amplia variedad de series, películas y canales en vivo, destinado a los suscriptores del servicio de internet por fibra óptica Aba Ultra y el antiguo servicio de internet Aba.

## Críticas
Desde su renacionalización en 2007, la empresa es constantemente criticada por presentar diversos fallos en telefonía, constantes fallas de la señal o lentitud del Internet del servicio ABA a niveles generales, problemas en ventas o adquisición de equipos, apagones comunicacionales, tardía reacción y atención a alguna avería y faltas por parte de atención al cliente. También se ha reportado supuestamente el robo del cableado en distintas zonas del país, incluso a veces este cableado es robado presuntamente por los mismos trabajadores de la empresa, para venderlo a otras zonas donde también han hurtado este cableado.[cita requerida]

### Vigilancia pública
En un reportaje de El Nuevo Herald, exfuncionarios del SEBIN y expertos en seguridad afirman que el gobierno venezolano supuestamente ha gastado millones de dólares para espiar a los venezolanos; utilizando tecnología italiana y rusa para monitorear correos electrónicos, palabras claves y conversaciones telefónicas de sus ciudadanos; especialmente los venezolanos que usan CANTV para sus comunicaciones. La información obtenida se utiliza para crear una "persona de interés" para las autoridades venezolanas, donde personas seleccionadas podrían haber sido totalmente espiadas y donde se había creado una base de datos para vigilar a los que discreparon públicamente con la Revolución Bolivariana.

### Bloqueo a páginas web
Por órdenes de CONATEL, CANTV y otros proveedores han bloqueado en diversas oportunidades sin ningún tipo de explicación el acceso a portales informativos web como La Patilla, El Pitazo y El Nacional. CANTV también ha bloqueado el acceso a páginas de contenido sexual como Pornhub, XVideos, YouPorn y páginas de intercambio de criptomonedas a bolívares como AirTM, Monkeycoin y Colibit, por supuestamente "atacar" a la moneda nacional.
El bloqueo a sitios web se intensificó posteriormente tras las protestas en Venezuela de 2024 en las cuales se denunciaron por redes sociales las irregularidades en los resultados divulgados de las elecciones presidenciales de 2024, ante esto diversos sitios web como ProtonVPN, Binance, X (anteriormente conocido como Twitter), Mercado Libre, entre otros, fueron bloqueados por diversos proveedores de internet, entre ellos, CANTV.